# Ithomiola floralis
Ithomiola floralis is een vlindersoort uit de familie van de prachtvlinders (Riodinidae), onderfamilie Riodininae.
Ithomiola floralis werd in 1865 beschreven door C. & R. Felder.